# Wiedemannia digitata
Wiedemannia digitata är en tvåvingeart som beskrevs av Vaillant och Gilles Vincon 1987. Wiedemannia digitata ingår i släktet Wiedemannia och familjen dansflugor.
Artens utbredningsområde är Frankrike. Inga underarter finns listade i Catalogue of Life.